# A72-es autópálya (Németország)
Az A72-es autópálya (németül: Bundesautobahn 72) egy autópálya Németországban. Hossza 179 km.